# Parafia Świętych Apostołów Piotra i Pawła w Kruszwicy
Parafia Świętych Apostołów Piotra i Pawła w Kruszwicy – parafia rzymskokatolicka w Kruszwicy, należąca do dekanatu kruszwickiego w archidiecezji gnieźnieńskiej.

## Historia

### Kolegiata
Kościół kolegiacki zbudowany w 1148 (prace budowlane trwały ponad 20 lat). Po przeniesieniu diecezji do Włocławka kościół pozostawał przez dłuższy czas siedzibą kapituły, tracąc w XIII wieku znaczną część swych uprawnień. Wcześniejszym od obecnej kolegiaty był kościół św. Wita, znajdujący się zapewne na podgrodziu, a wzmiankowany w 1110 jako Beati Viti Crusviciae Basilica i również skupiający grupę kanoników. Cmentarz pochodzi z I połowy XII wieku, znajduje się tuż przy kolegiacie. W 1409 wzmiankowane były dwie bazyliki. Dopiero w XVI wieku kolegiata św. Wita przestała istnieć, a kościół uległ rozbiórce.
Obecną kolegiatę zbudowano w I połowie XII wieku. Około 1422, po upadku kościoła NMP, położonego w mieście na zachodnim brzegu jeziora, przeniesiono parafię do kolegiaty. W 1772 kościół był zamknięty. Konsekracja kościoła odbyła się w 1914. Decyzją papieża Pawła VI podniesiona do godności bazyliki mniejszej 23 stycznia 1970. 
Parafia jest również organizatorem wielu imprez religijnych m.in. Kujawskiego Misterium Męki Pańskiej. Misterium w Kruszwicy organizowane jest od 2013 roku. Pomysłodawcą Kujawskiego Misterium Męki Pańskiej był ks. Łukasz Staniszewski. Do lipca 2021 nadzór duchowy nad tym wydarzeniem sprawował ks. Michał Bubacz. W parafii znajdują się księgi metrykalne: ochrzczonych od 1884, małżeństw od 1919 i zmarłych od 1926. Przy parafii działają między innymi: Katolickie Stowarzyszenie Młodzieży, Zespół Effatha, Żywy różaniec, Neokatechumenat, Grupa modlitewna Ojca Pio, LSO - lektorzy i ministranci.

### Zasięg  parafii
Do parafii należą wierni z Kruszwicy (ulice: Cicha, Cmentarna, Grodzka, Kolegiacka, Kościuszki, Kujawska, Nadgoplańska, Ogrodowa, Polna, Polskiego Czerwonego Krzyża, Szosa Radziejowska, Szosa Tryszczyńska, Wiejska) oraz z miejscowości: Grodztwo i Szarlej.

### Duszpasterze
- ks. Marcin Kulczynski - proboszcz[2]
- ks. Daniel Leszczyński - wikary[2]
- ks. Jacek Bartmański - wikary

## Dokumenty
W parafii znajdują się księgi metrykalne: 
- ochrzczonych od 1884
- małżeństw od 1919
- zmarłych od 1926.